# フリッツ・カペラリ
フリッツ・カペラリ（Fritz Capelari、1884年-1950年）は、オーストリアの版画家。

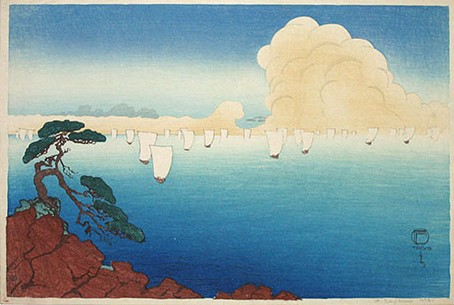
「Matsushima Segelboote」1915年

## 来歴
本名はフリードリッヒ・カペラリといった。オーストリア南部のケルンテン州ブライブルクに生まれる。1911年に来日、1914年7月に勃発した第一次世界大戦の影響により、帰国することができず、そのまま日本に滞在していた。その間1914年には在日オーストリア-ハンガリー大使館において、日本の風景を題材にした個展を開催しており、その出品作のなかに、後の新版画「濠端の松」の原画となったのではないかとみられる「御濠の松」という作品があった。日本では、赤坂氷川町の日本家屋を借りてアトリエとしており、1915年に開催された国民美術協会展にも油彩画を出品している。同年の春、新しい絵の参考になるような複製の浮世絵を探し求めて、当時、京橋にあった渡辺版画店を訪ね、そこで初めて渡辺庄三郎と出会った。この時、渡辺庄三郎は彼に木版画の制作を薦めたとみられ、その場で二人は意気投合、カペラリは渡辺庄三郎から複製浮世絵や筆を提供されたといわれる。そして、12点のカペラリによる木版画が制作され、ここに新版画が誕生したのであった。渡辺庄三郎から複製の浮世絵をもらったカペラリは、それを見ながら下絵を完成させ、まず始めに駿河台のスケッチを基に「雨中女学生の帰路の図」という作品を試作した。この作品が記念すべき新版画の第一号であった。これに続いて「黒猫を抱える裸女」、「雪中の女」、「女に戯る狆」、「鏡の前の女（立姿）」などを次々と版画化していった。これらの作品は戸惑う彫師、摺師を督励しながら制作されたものであった。そのうち、「女に戯る狆」や「鏡の前の女（立姿）」の構図をみると、女性の立ち姿や物の配置、背景がない点などは鈴木春信の錦絵を思い起こさせる。また、「柘榴に白鳥」という花鳥画は、伊藤若冲を意識していたといわれ、1916年に制作された「枯野の富士」には、葛飾北斎の「凱風快晴」などの影響が強く感じられ、前景のぼかし摺りに筆を使用し、空の摺りには刷毛を使って横線を出すなど、新しい技法もみられる。さらに、強さに欠けるような線や、「ザラ摺り」と呼ばれる馬連の跡をわざと丸くつける手法も取り入れている。なお、「柘榴に白鳥」と「枯野の富士」は1916年に上野の美術館で開催された国民美術協会展に橋口五葉の「浴場の女」とともに出品された。
このように浮世絵の影響が強く感じられる美人画、風景画、花鳥画を制作していたカペラリは1921年、日本を離れた。そして、10年の間、ヨーロッパを旅行した後、1932年にアジアに戻ったが、木版画は作らなかった。後半生、彼は故郷のブライブルクに住みついて、カリンシア（ケルンテン）・アート協会に加わっている。

## 作品
- 「女に戯る狆」　渡辺版画店　1915年　千葉市美術館所蔵
- 「鏡の前の女（立姿）」　渡辺版画店　1915年　千葉市美術館所蔵
- 「濠端の松」　渡辺版画店　1915年　横浜美術館所蔵
- 「柘榴に白鳥」　渡辺版画店　1915年
- 「枯野の富士」　渡辺版画店　1916年

## 参考図書
- アジアへの眼　外国人の浮世絵師たち　横浜美術館編、横浜美術館　読売新聞社、1996年
- よみがえる浮世絵　うるわしき大正新版画展　東京都江戸東京博物館編、東京都江戸東京博物館　朝日新聞社、2009年